# Tritonia laxifolia
Tritonia laxifolia är en irisväxtart som först beskrevs av Friedrich Wilhelm Klatt, och fick sitt nu gällande namn av John Gilbert Baker. Tritonia laxifolia ingår i släktet Tritonia och familjen irisväxter. Inga underarter finns listade i Catalogue of Life.